# Ville-Dommange
Ville-Dommange és un municipi francès, situat al departament del Marne i a la regió del Gran Est. L'any 2007 tenia 419 habitants.

## Demografia

### Població
El 2007 la població de fet de Ville-Dommange era de 419 persones. Hi havia 170 famílies, de les quals 40 eren unipersonals (16 homes vivint sols i 24 dones vivint soles), 57 parelles sense fills, 61 parelles amb fills i 12 famílies monoparentals amb fills.
La població ha evolucionat segons el següent gràfic:
Habitants censats

### Habitatges
El 2007 hi havia 199 habitatges, 173 eren l'habitatge principal de la família, 5 eren segones residències i 21 estaven desocupats. 193 eren cases i 5 eren apartaments. Dels 173 habitatges principals, 147 estaven ocupats pels seus propietaris, 17 estaven llogats i ocupats pels llogaters i 9 estaven cedits a títol gratuït; 1 tenia una cambra, 1 en tenia dues, 12 en tenien tres, 27 en tenien quatre i 132 en tenien cinc o més. 135 habitatges disposaven pel capbaix d'una plaça de pàrquing. A 69 habitatges hi havia un automòbil i a 88 n'hi havia dos o més.

### Piràmide de població
La piràmide de població per edats i sexe el 2009 era:
| Homes | Edats   | Dones |
| ----- | ------- | ----- |
| 0     | 95 o +  | 0     |
| 0     | 90 a 94 | 4     |
| 4     | 85 a 89 | 4     |
| 0     | 80 a 84 | 12    |
| 16    | 75 a 79 | 4     |
| 8     | 70 a 74 | 12    |
| 4     | 65 a 69 | 12    |
| 8     | 60 a 64 | 4     |
| 16    | 55 a 59 | 12    |
| 12    | 50 a 54 | 24    |
| 28    | 45 a 49 | 28    |
| 16    | 40 a 44 | 4     |
| 12    | 35 a 39 | 28    |
| 16    | 30 a 34 | 12    |
| 12    | 25 a 29 | 12    |
| 16    | 20 a 24 | 12    |
| 0     | 15 a 19 | 20    |
| 20    | 10 a 14 | 12    |
| 4     | 5 a 9   | 24    |
| 16    | 0 a 4   | 12    |

## Economia
El 2007 la població en edat de treballar era de 275 persones, 213 eren actives i 62 eren inactives. De les 213 persones actives 207 estaven ocupades (107 homes i 100 dones) i 6 estaven aturades (1 home i 5 dones). De les 62 persones inactives 20 estaven jubilades, 30 estaven estudiant i 12 estaven classificades com a «altres inactius».

### Ingressos
El 2009 a Ville-Dommange hi havia 177 unitats fiscals que integraven 427 persones, la mediana anual d'ingressos fiscals per persona era de 31.017 €.

### Activitats econòmiques
Dels 24 establiments que hi havia el 2007, 2 eren d'empreses alimentàries, 1 d'una empresa de fabricació d'altres productes industrials, 6 d'empreses de construcció, 4 d'empreses de comerç i reparació d'automòbils, 3 d'empreses de transport, 1 d'una empresa d'hostatgeria i restauració, 2 d'empreses financeres, 1 d'una empresa immobiliària i 4 d'empreses de serveis.
Dels 8 establiments de servei als particulars que hi havia el 2009, 1 era una oficina de correu, 1 una oficina bancària, 1 paleta, 2 guixaires pintors, 2 electricistes i 1 agència immobiliària.
L'únic establiment comercial que hi havia el 2009 era una adrogueria.
L'any 2000 a Ville-Dommange hi havia 80 explotacions agrícoles que ocupaven un total de 212 hectàrees.

## Equipaments sanitaris i escolars
El 2009 hi havia 1 escola maternal i 1 escola elemental integrada dins d'un grup escolar amb les comunes properes formant una escola dispersa.

## Poblacions més properes
El següent diagrama mostra les poblacions més properes.